# 趙樸初
趙 樸初（ちょう ぼくしょ、1907年11月5日 - 2000年5月21日）は、中国の政治家、書道家、仏学家、作家、社会活動家。

## 略年譜
1907年11月5日、安徽省安慶市の書香門第の家庭に生まれる。父の趙恩彤はかつて県吏と塾師として勤めていた。母の陳慧は、敬虔な仏教徒であった。
1911年、両親に連れられ太湖県に引っ越す。蘇州市東呉大学（現在の蘇州大学）卒業。
1928年より後、上海江浙仏教連合会秘書、上海仏教協会秘書、仏教浄業社社長、四明銀行行長を歴任する。1938年より後、上海文化界救亡協会理事、中国仏教協会秘書兼主任秘書、上海慈聯救済戦区難民委員会常委兼収容股主任、上海浄業流浪児童教養院副院長、上海少年村村長を歴任する。
1945年に、馬叙倫、王紹鏊、周建人、許広平、林漢達、徐伯昕、雷潔瓊、鄭振鐸、柯霊などにより、中国民主促進会結党準備が始められた。1946年より後、上海安通運輸公司、上海華通運輸公司常務董事、総経理。1949年、上海臨時聯合救済委員会総幹事、中国人民保衛世界和平委員会常委、副主席、亜非団結委員会常委。
1950年より後、中国人民救済総会上海市分会副主席兼秘書長、華東民政部、人事部副部長、上海市人民政府政法委員会副主任を歴任する。1953年より後、中国仏教協会副会長兼秘書長、中国作家協会理事、中日友好協会副会長、中緬友好協会副会長、中国紅十字会副会長兼名誉副会長、中国人民争取和平と裁軍協会副会長を歴任する。1980年より後、中国仏教協会会長、中国仏学院院長、中国蔵語系高級仏学院顧問、中国宗教和平委員会主席、中国書法家協会副主席、中国民主促進会中央常委、民進中央參議委員会主任、副主席、名誉主席、全国政協副主席を歴任する。
1993年、西泠印社第五期社長に就任。
2000年5月21日、93歳で北京市にて死去。

## 著書
- (中国語) 仏教常識答問. 外語教学と研究出版社. (2012年11月1日). pp. 272. ISBN 9787513524926
- (中国語) 趙樸初文集. 華文出版社. (2007-10-01). pp. 1450. ISBN 9787507521771
- (中国語) 中国仏教. 中国大百科全書出版社. (2013-01-01). pp. 94. ISBN 9787500090625

## 賞
- 「仏教伝道功労賞」（1981年、日本仏教会贈）[3]
- 「日本仏教大学名誉博士」（1981年、日本仏教会授与）[3]
- 「庭野平和賞」（1985年）。[3]